# Wolfsbane
Wolfsbane est un groupe de hard rock britannique, originaire de Tamworth, Angleterre. Il faisait notamment participer l'ancien chanteur d'Iron Maiden à la fin des années 1990, Blaze Bayley. 
Wolsbane se reforme épisodiquement en 2007 et 2009 avant une reformation en 2010 qui débouche sur la sortie d'un nouvel album en 2012. Wolfsbane se réunit officiellement en juin 2010.

## Biographie

### Première phase
Si le groupe joue à ses débuts du glam rock, Wolfsbane fait évoluer son style vers le heavy metal dès la sortie de leur premier album, produit par Rick Rubin et publié sur Def American. Ils font la première partie de la tournée britannique d'Iron Maiden à la sortie de leur second album. Le groupe se sépare en 1994 à la suite du recrutement de Bayley comme remplaçant de Bruce Dickinson au sein d'Iron Maiden.

### Retours
Le 9 septembre 2007, Wolfsbane se reforme pour un concert au Rock of Ages Festival de Tamworth. Puis ils effectuent une tournée britannique, leur première en 13 ans, en décembre 2007. Leur prochaine tournée s'effectue en 2009 avec The Quireboys à leur tournée A Little Bit of What You Fancy 20th Anniversary Tour.
Le 12 mars 2011, Wolfsbane annonce l'EP Did It for the Money, pour le 9 avril. Ils jouent en tête d'affiche au Borderline de Londres le même jour que la sortie de l'EP (le 9 avril). Ils jouent ensuite avec Saxon en avril 2011. Le 7 octobre 2011, Wolfsbane sort son cinquième album en 2012. Intitulé Wolfsbane Save the World, il est publié sur leur site web officiel, et annonce une autre tournée. Le 4 octobre 2011, le groupe joue une autre tournée. Le 15 décembre 2011 sort le clip du morceau Smoke and Red Light sur YouTube.
En mai 2016, leur page Facebook indiquent qu'ils travaillent sur un nouvel album.

## Membres
- Blaze Bayley – chant
- Jase Edwards – guitare
- Jeff Hateley – basse
- Steve « Danger » Ellett – batterie

## Discographie
- 1989 : Live Fast, Die Fast
- 1990 : All Hell's Breaking Loose... Down at Little Kathy Wilson's Place
- 1991 : Down Fall the Good Guys
- 1993 : Massive Noise Injection
- 1994 : Wolfsbane
- 2001 : Lifestyles of the Broke and Obscure
- 2012 : Wolfsbane Save the World
- 2022 : Genius